# Centaurea rhizantha
Centaurea rhizantha — вид рослин роду волошка (Centaurea), з родини айстрових (Asteraceae).

## Середовище проживання
Поширений у сх. Туреччині (Анатолія), пн.-сх. Іраку, Ірані, Грузії, Вірменії, Азербайджані, Туркменістані.